# Menhir de Chivasso
Le menhir de Chivasso (en italien : menhir di Chivasso), connu également sous le nom de « Lapis Longus » (« Longue Pierre » en latin), est un mégalithe datant de l'Âge du bronze ou de l'Âge du fer situé à Chivasso, commune de la ville métropolitaine de Turin, dans le Piémont. 

## Situation
Le menhir se dresse sur la Lungo Piazza d'Armi, entre la Via Orti et la Via Torino, dans le centre de Chivasso.

## Description
Le monolithe, taillé dans le gneiss, se présente comme une sorte de colonne mesurant 4 m de hauteur pour un poids de 1 500 kg ; il pourrait s'agir d'un monument funéraire datant de l'Âge du bronze ou de l'Âge du fer, et non d'un véritable menhir.

## Histoire
Le pseudo-menhir sera utilisé comme pilori autour des XVIe et XVIIe siècles.
Il se trouve actuellement sous une « cloche » de protection en cristal.